# 고리 양자 중력의 역사

## 역사

### 중력의 고전적 이론
일반 상대성 이론은 1915년 발표된 중력 이론이다. 이에 따르면, 중력은 시공간의 국소적 기하학의 표현이다. 수학적으로, 이 이론은 베른하르트 리만의 리만 기하학을 바탕으로 수학적 모형을 구성했지만, 로렌츠 시공간 대칭 군(특수 상대성 이론의 필수 요소)은 공간의 회전 대칭 군을 대체한다. (나중에, 고리 양자 중력은 중력에 대한 이러한 기하학적 관점을 물려받았고 중력의 양자 이론은 근본적으로 시공간의 양자 이론이라고 가정한다.)
1920년대에 프랑스 수학자 엘리 카르탕은 카르탕이 중요한 공헌을 한 리만 기하학의 일반화에 해당하는 미분 기하학을 이용해, 다발과 접속으로 일반 상대성 이론을 수학적 형식화 하였다. 이 이론은 아인슈타인-카르탕 이론이라고 부른다.. 아인슈타인-카르탕 중력 이론은 일반 상대성 이론을 재형식화했을 뿐만 아니라 일반화했으며 비틀림과 곡률이 있는 시공간을 허용했다. 카르탕의 다발 기하학에서 평행 운송의 개념은 리만 기하학의 핵심인 거리개념 보다 더 근본적이다. 또한, 일반 상대성 이론의 불변 구간과 아인슈타인-카르탕 이론의 평행 운송 사이에 개념적 유사성이 있다.

### 스핀 네트워크
1971년 수학자 로저 펜로즈는 양자 조합 구조에서 발생하는 공간 개념을 연구했다. 그의 연구 결과 스핀 네트워크가 개발되었다. 이것은 로런츠 군이 아니라 회전 군의 양자 이론이었기 때문에 펜로즈는 계속해서 트위스터 공간을 개발했다.

### 고리 양자 중력
1982년에 아미타바 센(Amitabha Sen)은 일반 상대성 이론의 아인슈타인-카르탕 접속에 해당하는 왼쪽 및 오른쪽 스피너적 구성 요소인 스피너 변수를 기반으로 일반 상대성 이론의 해밀턴 형식화를 하려고 시도했다. 특히 센은 일반 상대성 이론의 ADM 해밀턴 형식화의 두 가지 제약 조건을 이러한 스핀 접속의 측면에서 서술하는 새로운 방법을 알아냈다. 그는 또한 양-밀스 양자장론의 가우스 제약과 동등한 것으로 해석되는 새로운 제약의 존재를 발견했다. 그러나 센의 연구는 완전한 체계적 이론을 제공하지 못했으며 특히 스피너 변수에 대한 켤레 운동량과, 그것의 물리적 해석 및 계량과의 관계를 명확하게 논의하지는 못했다.
1986~87년에 물리학자 아쉬테카는 센이 시작한 프로젝트를 완료했다. 그는 스피너 중력의 근본적인 켤레 변수를 명확하게 식별했다. 구성 변수는 스피너 접속이고 켤레 운동량 변수는 각 지점에서 좌표틀(비어바인(vierbein)이라고 한다.)이다. 그래서 이 변수는 복소 접속을 가진 아인슈타인-카르탕 이론의 특정 형태인 아쉬테카 변수로 알려진 것이 되었다. 이렇게 표현된 일반 상대성 이론은 양자 게이지 장론에서 잘 알려진 기술을 사용하여 중력의 양자화를 추구하는 것을 가능하게 했다.
아쉬테카 형식화에서 중력의 양자화는 1974년에 케네스 G. 윌슨이 양자 색역학의 강한 상호 작용 체계를 연구하기 위해 만든 윌슨 고리를 기반으로 한다. 이와 관련하여, 윌슨 고리가 민코프스키 공간에 대한 표준적 양자장론의 경우 적용되지 않는 것으로 알려져, 양자 색역학의 비섭동적 양자화를 제공하지 않았다는 점이 흥미롭다. 그러나 아쉬테카 공식은 배경에 독립적이기 때문에 윌슨 고리를 비섭동적 중력 양자화의 기초로 사용할 수 있었다.
센과 아쉬테카의 노력으로 Wheeler-DeWitt 방정식 이 잘 정의된 힐베르트 공간에서 잘 정의된 해밀토니안 연산자로 작성된 설정이 얻어졌다. 이로 인해 최초의 정확한 해인 천–사이먼스 형식 또는 코다마상태가 구성되었다. 그러나, 이 상태의 물리적 해석은 모호하다.
1988년에서 1990년 사이에 카를로 로벨리와 리 스몰린은 펜로즈의 스핀 네트워크를 보고 분류된 양자 기하학 상태의 명시적 기초를 얻었다. 이러한 맥락에서, 스핀 네트워크는 상호 교차하는 고리를 처리하는 데 필요한 윌슨 고리의 일반화로서 도입 되었다. 수학적으로 스핀 네트워크는 군 표현론과 관련이 있으며 존스 다항식과 같은 매듭 불변량을 구성하는 데 사용할 수 있다. 따라서 고리 양자 중력은 위상 양자장론 및 군 표현론과 관련 있게 되었다.
1994년에 로벨리와 스몰린은 면적 및 부피와 관련된 이론의 양자 연산자가 이산 스펙트럼을 가지고 있음을 보여주었다. 준 고전적 극한, 연속체 극한 및 역학에 대한 작업은 그 이후에 집중되었지만 진행 속도는 느렸다.
준 고전적 극한 전선에서 목표는 조화 진동자 결맞음 상태의 유사체를 얻고 연구하는 것이다.

### 해밀턴 역학
LQG는 처음에 해밀턴 ADM 형식주의의 양자화로 공식화되었으며, 이에 따라 중력 방정식은 제약 조건(가우스, 미분 동형 사상 및 해밀토니안)의 모음이다. 운동학은 가우스 및 미분 동형 사상 제약 조건으로 인코딩되며, 그 해은 스핀 네트워크 기반에 걸쳐 있는 공간이다. 문제는 운동학적 상태 공간에서 자기 수반 연산자로 해밀턴 제약 조건을 정의하는 것이다. 이 방향에서 가장 유망한 작업은 Thomas Thiemann의 Phoenix Project이다.

### 공변 역학
LQG의 최근 작업 중 많은 부분이 "스핀 거품 이론"이라고 하는 이론의 공변 공식화에서 수행되었다. 공변 동역학의 현재 버전은 서로 다른 연구 집단들의  수렴하는 작업으로 인한 것이지만 일반적으로 2007-08년에 Jonathan Engle, Roberto Pereira 및 Carlo 로벨리의 논문 이름을 따서 명명되었다. 경험적으로, 스핀 네트워크 상태 사이의 진화는 스핀 네트워크에 대한 이산 조합 작업으로 설명될 수 있으며, 그러면 시공간의 2차원 골격을 추적할 수 있다. 이 접근법은 3차원 양자 중력의 Turaeev-Viro 모델과 같은 통계 역학 및 위상 양자장 이론의 상태합 모델과 관련이 있으며, 시공간을 이산화하여 일반 상대성 이론의 파인만 경로 적분을 계산하는 Regge 미적분학 접근법과도 관련이 있다.

## 같이 보기
- 끈 이론의 역사

## 추가 자료
리뷰
- Carlo 로벨리, "Loop Quantum Gravity," Living Reviews in Relativity 보관됨 2016-12-27 - 웨이백 머신 1, (1998), 1, online article, 2001 version.
- Thomas Thiemann, "Lectures on Loop Quantum Gravity," e-print available as gr-qc/0210094
- Abhay 아쉬테카 and Jerzy Lewandowski, "Background Independent Quantum Gravity: A Status Report," e-print available as gr-qc/0404018
- Carlo 로벨리 and Marcus Gaul, "Loop Quantum Gravity and the Meaning of Diffeomorphism Invariance," e-print available as gr-qc/9910079.
- Lee 스몰린, "The Case for Background Independence," e-print available as hep-th/0507235.

유명 도서
- Julian Barbour, The End of Time: The Next Revolution in Our Understanding of the Universe (1999).
- Lee 스몰린, Three Roads to Quantum Gravity (2001).
- Carlo 로벨리, Che cos'è il tempo? Che cos'è lo spazio?, Di Renzo Editore, Roma, 2004. French translation: Qu'est ce que le temps? Qu'est ce que l'espace?, Bernard Gilson ed, Brussel, 2006. English translation: What is Time? What is space?, Di Renzo Editore, Roma, 2006.

잡지 기사
- Lee 스몰린, "Atoms in Space and Time", Scientific American, 2004년 1월.

쉬운 입문, 설명 또는 비평 문서
- Abhay 아쉬테카, "Gravity and the Quantum," e-print available as gr-qc/0410054.
- John C. Baez and Javier P. Muniain, Gauge Fields, Knots and Quantum Gravity, World Scientific (1994).
- Carlo 로벨리, "A Dialog on Quantum Gravity," e-print available as hep-th/0310077.

고급 입문/설명 문서
- Carlo 로벨리, Quantum Gravity, Cambridge University Press (2004); draft available online 보관됨 2011-05-14 - 웨이백 머신.
- Thomas Thiemann, "Introduction to Modern Canonical Quantum General Relativity," e-print available as gr-qc/0110034.
- Abhay 아쉬테카, New Perspectives in Canonical Gravity, Bibliopolis (1988).
- Abhay 아쉬테카, Lectures on Non-Perturbative Canonical Gravity, World Scientific (1991).
- Rodolfo Gambini and Jorge Pullin, Loops, Knots, Gauge Theories and Quantum Gravity, Cambridge University Press (1996).
- Hermann Nicolai, Kasper Peeters, Marija Zamaklar, "Loop Quantum Gravity: An Outside View," e-print available as hep-th/0501114.
- "Loop and Spin Foam Quantum Gravity: A Brief Guide for beginners" arXiv:hep-th/0601129 H. Nicolai and K. Peeters.
- Edward Witten, "Quantum Background Independence In String Theory," e-print available as hep-th/9306122.

Conference proceedings
- John C. Baez (ed.), Knots and Quantum Gravity (1993).